# 24305 Darrellparnell
24305 Darrellparnell este un asteroid din centura principală de asteroizi.

## Descriere
24305 Darrellparnell este un asteroid din centura principală de asteroizi. A fost descoperit pe 26 decembrie 1999 la Eskridge de Gary Hug și Graham E. Bell. Asteroidul prezintă o orbită caracterizată de o semiaxă mare de 2,97 ua, o excentricitate de 0,08 și o înclinație de 10,3° în raport cu ecliptica.